# Соціальна рівність

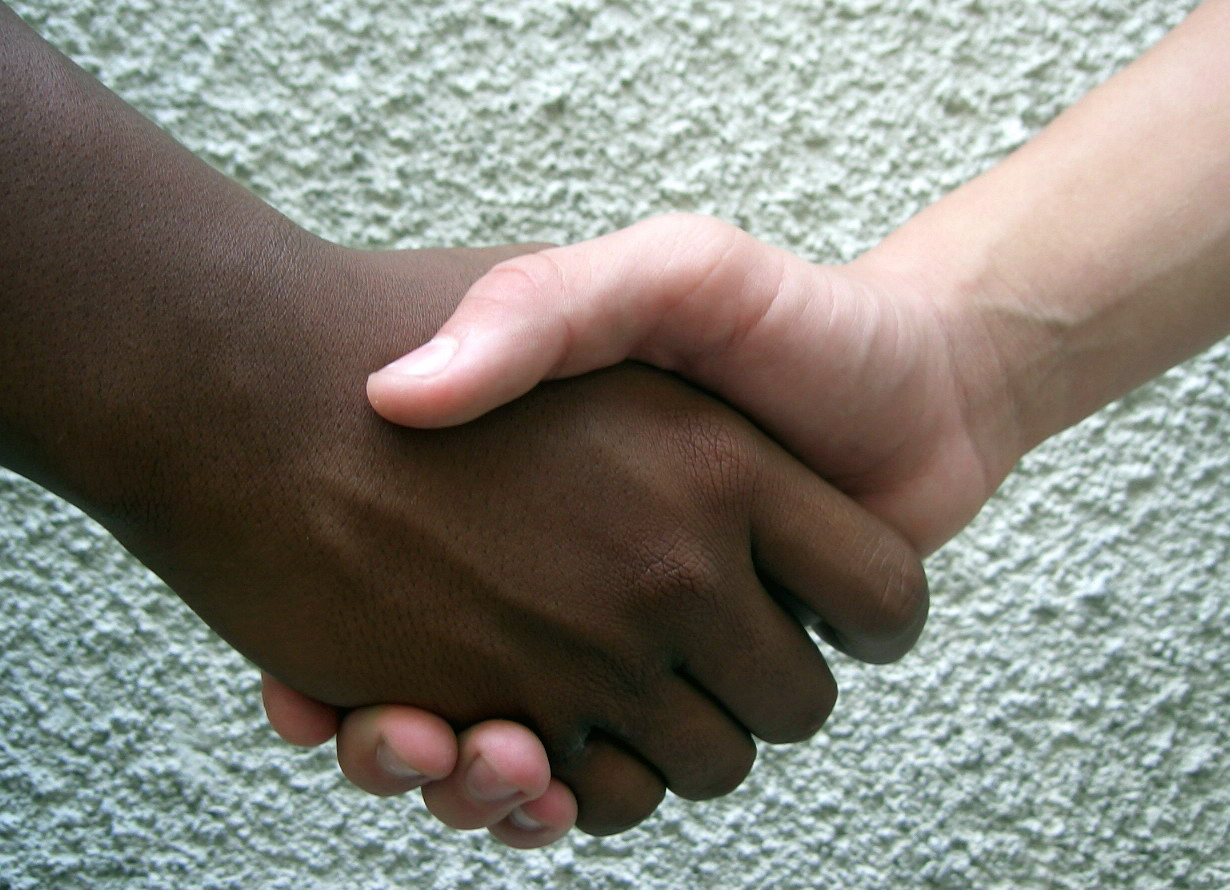
Соціальна рівність

Соціальна рівність — суспільний устрій, при якому всі члени суспільства володіють однаковим статусом у певній галузі. Політичний аспект соціальної рівності полягає в розгляді правил громадського управління: право на участь у виборах, правила визначення лідерів, права та обов'язки лідерів, рівність перед законом, тоді як економічний підхід розглядає процес розподілу благ: право на роботу, розподіл ресурсів, рівність можливостей.

## Історія розвитку ідеї
Конкретна суть поняття «соціальна рівність» змінювалась з розвитком суспільства. В античності, проблема вибору між рівністю і становими привілеями дозволялася Платоном і іншими філософами формулою «Кожному своє», що означає рівність всередині станів і нерівність між станами.
В середньовічної християнської філософії, концепція рівності знайшла застосування в релігійній нормі «перед Богом усі рівні», і визначала відношення між людиною і Богом, але не суспільні відносини індивідуумів або груп.
В епоху Відродження і в епоху Просвітництва концепція соціальної рівності знов знаходить світський характер і філософія вдається у питання про природну рівність людей. Зародження і розвиток буржуазного суспільства призвело до зміни погляду на оцінку заслуг перед суспільством і відповідне їм розподіл благ. Соціальне становище пояснювалося вже не приналежністю до того чи іншого стану, касти тощо, а особистими якостями й заслугами індивіда. Подібна революція в поглядах відбилася, зокрема, в «Декларації прав людини та громадянина» і в гаслі «Свобода, рівність і братерство».
Ідея розширення рівності з розвитком індустріального суспільства була висунута соціальними філософами XIX століття, починаючи з Сен-Симона і Токвіля. У своїй праці «Демократія в Америці» Токвіль першим звернув увагу на такі ключові проблеми демократії як співвідношення і протиріччя між ідеями рівності та свободи, рівності та справедливості.
Соціалістичні вчення висунули соціальну рівність як мету та ідеал. Принцип рівноправності при цьому доповнюється вимогою фактичної правової та моральної рівності, рівності інтелектуальних благ і знання (боротьба за загальне безплатне навчання, за вільні школи, за доступну науку, літературу). Таку рівність має бути здійснено шляхом передачі засобів виробництва у власність всього суспільства.